# Walter Schenk (SS-Mitglied, 1891)
Walter Schenk (* 27. Juni 1891 in Altena; † 13. Januar 1968 in Hemer) leitete als Kommandoführer das Feuerwehr- und Krematoriumskommando des KZ Ravensbrück.

## Leben
Walter Schenk, von Beruf Maurer, war seit 1933 Mitglied der SS und der  NSDAP. 1941 meldete sich Schenk freiwillig zum Lagerpersonal des KZ Ravensbrück und war dort zunächst als Schreiber eingesetzt. Später leitete er zudem das Kommando der Lagerfeuerwehr und des Kanalnetzes. Schenk hatte den Rang eines SS-Unterscharführers.  Ab Mai 1944 unterstand ihm zusätzlich das Krematoriumskommando, wo er die Leichenverbrennungen überwachte. An den Vergasungsvorgängen war er aber nicht beteiligt: „Ich war niemals daran interessiert, zu wissen, auf welche Art und Weise die Menschen, die ich zu verbrennen hatte, umgekommen waren.“
Nach dem Ende des Zweiten Weltkrieges musste sich Schenk für seine im KZ Ravensbrück begangenen Taten vor einem britischen Militärgericht im fünften der sieben Ravensbrück-Prozesse verantworten. Wegen der Teilnahme an der Tötung alliierter Häftlinge wurde Schenk am 15. Juli 1948 zu zwanzig Jahren Haftstrafe verurteilt. Nach der Bestätigung des Urteils am 10. August 1948 kam Schenk in Haft.
Er wurde am 3. August 1954 aufgrund einer Begnadigung aus der Haft entlassen. Über seinen weiteren Lebensweg ist nichts bekannt. 